# Theodor Gaude
Theodor Gaude (* 3. Juni 1782 in Wesel; † 1835 in Hamburg) war ein deutscher Gitarrist, Gitarrenlehrer und Komponist.

## Leben
Die biografischen Informationen über Theodor Gaude sind sehr dürftig: Es ist bekannt, dass er in Wesel geboren wurde und eine Kaufmannslehre begonnen hatte. Diese scheint er nicht beendet zu haben. Er nahm Gitarrenunterricht und lebte zeitweise in Paris, wo er – laut Josef Zuth – „zum Meister“ reifte. Im Jahr 1914 startete er eine Konzerttournee, die von Deutschland nach Russland gehen sollte. Er erkrankte aber in Hamburg und ließ sich dort nach seiner Genesung als Gitarrist, Gitarrenlehrer und Komponist nieder.
Gaude hinterließ mehr als 80 Gitarrenkompositionen, die er bei den Musikverlagen Böhme und Cranz in Hamburg, Peters in Leipzig, Simrock in Bonn und André in Offenbach herausbrachte. Bei den Kompositionen handelt es sich um Werke für Sologitarre, Duos für zwei Gitarren, für Gitarre und Flöte oder Gitarre und Gesang sowie Trios für Gitarre und Streichinstrumente. Eine Rezension seiner Werke kennzeichnen Theodor Gaude als „einen Mann von nicht gemeiner Erfindungsgabe und von Kenntnis des Instruments.“

## Werke (Auswahl)
- 24 Variations for Flute and Guitar, Op.1: Noten und Audiodateien im International Music Score Library Project
- Thème avec 12 Variations pour Flûte et Guitarre, Op.2: Noten und Audiodateien im International Music Score Library Project
- Thême Variées pour la Flute et Guitarre, Op.9: Noten und Audiodateien im International Music Score Library Project
- 9 Variationen über Mich fliehen alle Freuden für die Guitarre, Op.13: Noten und Audiodateien im International Music Score Library Project
- 7 Variationen über das Thema Unser alter Staatsverwalter für die Guitarre, Op.14: Noten und Audiodateien im International Music Score Library Project
- 8 Variationen über Schöne Minka ich muss scheiden für die Guitarre, Op.15: Noten und Audiodateien im International Music Score Library Project
- 8 Variationen über O du lieber Augustin für die Guitarre, Op.16: Noten und Audiodateien im International Music Score Library Project
- 9 Variationen über A Schüsserl und a Reind'l für die Guitarre, Op.17: Noten und Audiodateien im International Music Score Library Project
- Kleine Stücke für die Guitarre, Op.18: Noten und Audiodateien im International Music Score Library Project
- Variations sur diverses Thêmes pour la Guitarre, Op.18: Noten und Audiodateien im International Music Score Library Project
- 12 Walses et Ecossoises pour la Guitarre, Op.21: Noten und Audiodateien im International Music Score Library Project
- Sonata for Flute and Guitar, Op.24: Noten und Audiodateien im International Music Score Library Project
- Sonate pour Guitarre et Flûte, Op.25: Noten und Audiodateien im International Music Score Library Project
- Variations pour Flûte & Guitarre, Op.28: Noten und Audiodateien im International Music Score Library Project
- Kleine Stücke für die Guitarre, Op.30: Noten und Audiodateien im International Music Score Library Project
- Serenade pour Flute et Guitarre, Op.40: Noten und Audiodateien im International Music Score Library Project
- Variations sur diverses Thèmes favorites pour la Guitarre, Op.44: Noten und Audiodateien im International Music Score Library Project
- Serenade pour 2 Guitarres, Op.50: Noten und Audiodateien im International Music Score Library Project
- Serenade pour 2 Guitarres, Op.51: Noten und Audiodateien im International Music Score Library Project
- Grand Duo concertant, Op.53: Noten und Audiodateien im International Music Score Library Project
- Thème avec 9 Variations pour Flûte et Guitare, Op.54: Noten und Audiodateien im International Music Score Library Project
- Variations sur divers Thèmes favoris pour la Guitare, Op.56: Noten und Audiodateien im International Music Score Library Project
- Variations sur une Romance de Garat pour Flute et Guitare, Op.58: Noten und Audiodateien im International Music Score Library Project
- Variations on a Barcarole by Auber, Op.59: Noten und Audiodateien im International Music Score Library Project
- 18 Pieces, Op.60: Noten und Audiodateien im International Music Score Library Project
- Variations sur un Thème Suisse pour la Guitare, Op.84: Noten und Audiodateien im International Music Score Library Project
- Variations sur un Air favori de Donizetti pour la Guitarre, Op.85: Noten und Audiodateien im International Music Score Library Project
- Variations sur la Cachucha pour la Guitare, Op.86: Noten und Audiodateien im International Music Score Library Project